# Słup Drugi
Słup Drugi es un pueblo de Polonia, en Mazovia. Se encuentra en el distrito (Gmina) de Borowie, perteneciente al condado (Powiat) de Garwolin. Se encuentra aproximadamente a 9 km al noreste de Garwolin, y a 58 km al sureste de Varsovia. Su población es de 150 habitantes.
Entre 1975 y 1998 perteneció al voivodato de Siedlce.